# Jaime Roldós Aguilera
Jaime Roldós Aguilera (Guayaquil, 5 novembre 1940 – Loja, 24 maggio 1981) è stato un politico ecuadoriano, trentatreesimo presidente costituzionale della Repubblica dell'Ecuador, in carica dal 10 agosto 1979 al 24 maggio 1981. Ha guidato il paese nel processo del ritorno alla democrazia dopo quasi un decennio di dittature civili e militari.
Fu eletto nelle elezioni presidenziali del 1978 da un'alleanza formata dai partiti Concentración de Fuerzas Populares e Unión Demócrata Cristiana. Vinse al secondo turno sul cristiano sociale Sixto Durán Ballén, di tendenza conservatrice. 
Morì in un incidente aereo il 24 maggio 1981, secondo alcuni vittima di un attentato da parte della CIA, le cui cause vanno ricercate nella sua strenua resistenza allo sfruttamento del territorio e del popolo ecuadoriano da parte degli Stati Uniti d'America.
Solo pochi mesi dopo la morte di Roldós, un altro lider latinoamericano, in contrasto con gli interessi statunitensi per il controllo del Canale di Panama, Omar Torrijos, morì in quello che ufficialmente fu un incidente aereo; anche questo avvenimento si crede essere un altro assassinio da parte della CIA, come descritto da John Perkins nel suo libro Confessioni di un sicario dell'economia.
Nel 2011, al 30º anniversario della sua morte, i suoi familiari insistettero sulla tesi che la sua scomparsa fu il risultato di un attacco da parte della CIA contro l'aereo sul quale egli viaggiava.

## Biografia
Apparteneva alla famiglia Roldós ed era nipote di Jaime Roldós Baleta, arrivato nel 1875 in Ecuador dalla Catalogna e stabilitasi definitivamente a Guayaquil in quell'anno. Si laureò in giurisprudenza all'Università di Guayaquil, divenendo avvocato e docente nelle scuole e università della stessa città natale. 
Nel 1968 fu eletto deputato, e durante questo incarico dimostrò una grande capacità comunicativa con le masse
Candidatosi per le elezioni del 1979 che avvenivano dopo un lungo periodo di dittatura militare, vinse la controversa tornata elettorale dove il secondo turno ebbe luogo ben 6 mesi dopo al primo turno che aveva visto Roldós vincere pur senza arrivare al 50% dei voti. Al secondo turno ottenne il 68,49% dei voti, divenendo Presidente dell'Ecuador all'età di 38 anni.

### Morte
Nel pomeriggio del 24 maggio 1981 l'aereo della Fuerza Aérea Ecuatoriana sul quale viaggiava Roldós si schiantò contro la collina di Huayrapungo, nel Cantone di Celica, nella provincia di Loja. Assieme al presidente morirono sua moglie Martha Bucaram, il ministro della difesa Marco Subía Martínez, Irlanda Sarango, i tenenti colonnelli Héctor Torres e Armando Navarrete, il pilota Marco Andrade, l'altro pilota Galo Romo e l'assistente di volo Soledad Rosero. L'aereo era partito da Quito dopo che il presidente aveva assistito a decorazioni ai combattenti della Guerra de Paquisha contro il Perù. La destinazione era Macará, dove il presidente avrebbe dovuto assistere ad un'altra cerimonia, tuttavia, già in fase di discesa, a 60 km dalla destinazione, l'aereo impattò contro la parete rocciosa del Huayrapungo, esplodendo.
Appena avuta la conferma della morte di Roldós, il vicepresidente Osvaldo Hurtado assunse il potere, parlando in televisione alla nazione e successivamente avvennero i funerali di Stato, al Palazzo di Carondelet e nella Catedral Metropolitana.
Una commissione formata nei mesi seguenti per investigare sulle cause dell'incidente non arrivò a nessuna conclusione definitiva, soprattutto perché l'aereo era privo di scatola nera. La polizia di Zurigo indagando sul caso affermò che i motori dell'aereo erano spenti quando questi si schiantò, contraddicendo in parte il rapporto delle forze aeree ecuadoriane. Secondo John Perkins la teoria dell'incidente non regge e formulò la sua ipotesi di complotto nel suo libro; secondo lui la CIA era la maggior responsabile della morte del presidente ecuadoriano, la cui politica sui giacimenti di petrolio nazionali era in forte contrasto agli interessi dei colossi petroliferi nordamericani.
Il giornalista ecuadoriano Jaime Galarza Zavala nel suo libro Quienes mataron a Roldos accusò anch'egli il governo statunitense, che già in precedenza aveva condannato la politica del governo ecuadoriano di Roldos perché pregiudicava gli interessi statunitensi in Ecuador. Secondo Galarza era anche possibile un coinvolgimento del vice e poi successore di Roldós Osvaldo Hurtado, indicato come possible complice dell'assassinio, in quanto molto vicino allo stato di Israele e compratore degli aerei IAI Kfir che erano stati invece rifiutati a suo tempo da Roldós a causa di sovrastime di prezzo da parte degli israeliani.